# Ernst Normand
Ernst Nordmand (von Normann) (26. september 1579 på Tribbevitz, Rügen – 2. oktober 1645 på Selsø) var en dansk hofmand og godsejer.
Han var søn af Joachim Nordmand til Tribbevitz og Catharina von Kalden. Han blev født på sin fars gods Tribbewitz på Rügen. Da han var 13 år gammel blev han sendt til sin frænde Adam Nordmand, der var i dansk tjeneste som jægermester. Med hans hjælp blev han i 1593 antaget som edelknabe hos den unge kong Christian IV, der efter sin hyldning gjorde ham til sin livstjener.
I de følgende år ledsagede han kongen på rejser til Nordkap og England. Blev brugt til sendelser til Brandenburg, Pommern og England, hvor han på den sidstnævnte blev udnævnt til kongens kammerjunker. Senere ledsagede han kongen i Kalmarkrigen, og i krigens sidste år kommanderede han et kompagni af ryttere, de red i hvert fald i hans navn.
I 1613 blev han hofskænk og fik da sin første forlening – Lyse Kloster i Norge. Det følgende år da han den 30. juli holdt bryllup med Ingeborg Arenfeldt (9. oktober 1594 – 8. februar 1658) fik han igen bevis på kongens taknemmelighed, idet kongen betalte for brylluppet og selv overværede det.
1615 fratrådte han sin hoftjeneste og blev forlenet med Bygholm, som han 1620 ombyttede med Antvorskov (1620-31) og dette atter med Koldinghus, som han beholdt til 1643. Kongen betroede ham at være værge for sin uægte søn Hans Ulrik Gyldenløve, og i januar 1628 blev han beskikket til at være en af de to landkommissærer på Sjælland, men efter blot en måned blev han, uvist af hvilken Grund, afløst af Palle Rosenkrantz.
I 1623 blev han stadig skrevet til Tribbewitz selvom han efterhånden han tilsluttet sig sit nye fædreland. Han var dog i mellemtiden blevet godsejer både på Sjælland (Selsø) og i Jylland (Palsgård, som han fik gennem sin kone). Hans jordegods måltes i 1625 til 742 og i 1638 til 1.325 tønder hartkorn.
Han døde på Selsø i 1645.
Han fik i hvert fald en datter: Kirstine Ernstsdatter Normand, som overtog Palsgård efter hendes faders og moders død, og som blev gift den 2. juni 1654 med Joakim Frederik v. Pentz til Warlitz og Detzin (ca. 1620-82).